# Mieczysław Metelski
Mieczysław Metelski (ur. 19 lipca 1931 w Łodzi, zm. 7 października 2013 we Wrocławiu) – polski aktor estradowy, piosenkarz i gitarzysta, członek zespołów Duet Egzotyczny oraz Tercet Egzotyczny.

## Życiorys
Do Duetu Egzotycznego dołączył po odejściu z niego Witolda Antkowiaka. Następnie był członkiem utworzonego przez Zbigniewa Dziewiątkowskiego, Tercetu Egzotycznego w którym  występował jako wokalista i drugi gitarzysta. Z zespołem dokonał nagrań fonograficznych. 
W składzie Tercetu Egzotycznego zastąpił go Zbigniew Adamkiewicz (źródła podają różne daty odejścia Metelskiego z zespołu 1966, 1972 i 1976). 